# Биркенфелд (Виртемберг)
Биркенфелд (њем. Birkenfeld) општина је у њемачкој савезној држави Баден-Виртемберг. Једно је од 28 општинских средишта округа Енцкрајс. Према процјени из 2010. у општини је живјело 10.541 становника. Посједује регионалну шифру (AGS) 8236004.

## Географски и демографски подаци
Биркенфелд се налази у савезној држави Баден-Виртемберг у округу Енцкрајс. Општина се налази на надморској висини од 352 метра. Површина општине износи 19,0 km².

## Становништво
У самом мјесту је, према процјени из 2010. године, живјело 10.541 становника. Просјечна густина становништва износи 554 становника/km².